# Grauhorn
De Grauhorn is een 3.260 meter hoge berg in de Zwitserse Adula-Alpen. De Grauhorn is onderdeel van de centraal in dit gebergte gelegen Adulagroep, waarvan de hoogste top de anderhalve km zuidelijker gelegen Rheinwaldhorn is. De berg ligt op de kantongrens van de kantons Graubünden en Ticino, de top ligt op de gemeentegrens van de Zwitserse gemeentes Vals (in Graubünden) en Blenio (in Ticino).
De top ligt op de bergkam tussen het Val Carassino in het westen en het Läntadal in het noordoosten. Aan de noordflank van de bergtop ligt de Grauhorngletscher.